# José Joaquín Esquivel
José Joaquín Esquivel Martínez (ur. 7 stycznia 1998 w Zacatecas) – meksykański piłkarz występujący na pozycji defensywnego pomocnika, reprezentant Meksyku, od 2023 roku zawodnik Mazatlán.